# KCSV-6
KCSV-6は、ハンガリーの電機メーカーのガンツが開発した路面電車車両。2021年現在はデブレツェン市電で使用されており、形式名は「6軸連接式路面電車（Közúti Csuklós Villamos 6 tengellyel）」という意味である。

## 概要
1990年代初期のデブレツェン市電では、1960年代に導入された連接車の老朽化が課題となっていた。そこで当時の市電の運営組織はハンガリーの国内企業であるガンツに対し、新型路面電車車両の発注を行った。これがKCSV-6で、同社にとって1970年代以来となる路面電車車両の製造事例となった。
両運転台式の2車体連接車で、アーク溶接による組み立てが行われた鋼製車体を有する。主電動機（TK 61 L）は前後台車に2基ずつ設置され、2つの歯車を介して動力が台車に伝わる構造を取っている。制動装置は電気ブレーキが用いられる他、台車にはディスクブレーキおよび停車時に使用するばね式ブレーキが設置されており、非常時に備えた電磁吸着ブレーキも搭載される。
車内には金属フレームと硬質プラスチックの外装を有する座席が設置されている他、強制換気装置および暖房装置が完備されている。床上高さは750 mmで、乗降の際にはステップを介した移動が必要となる。

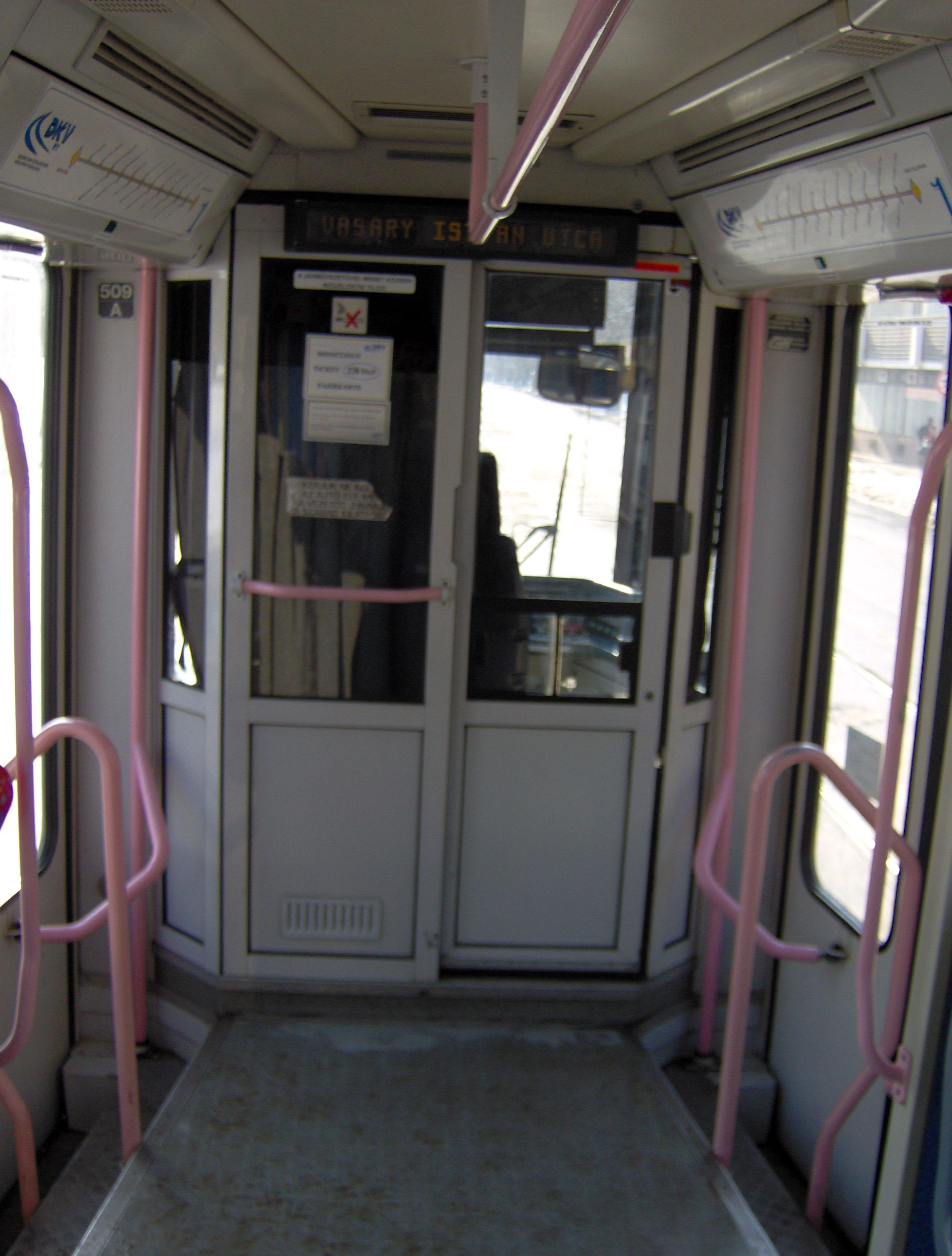
車内（運転室側）
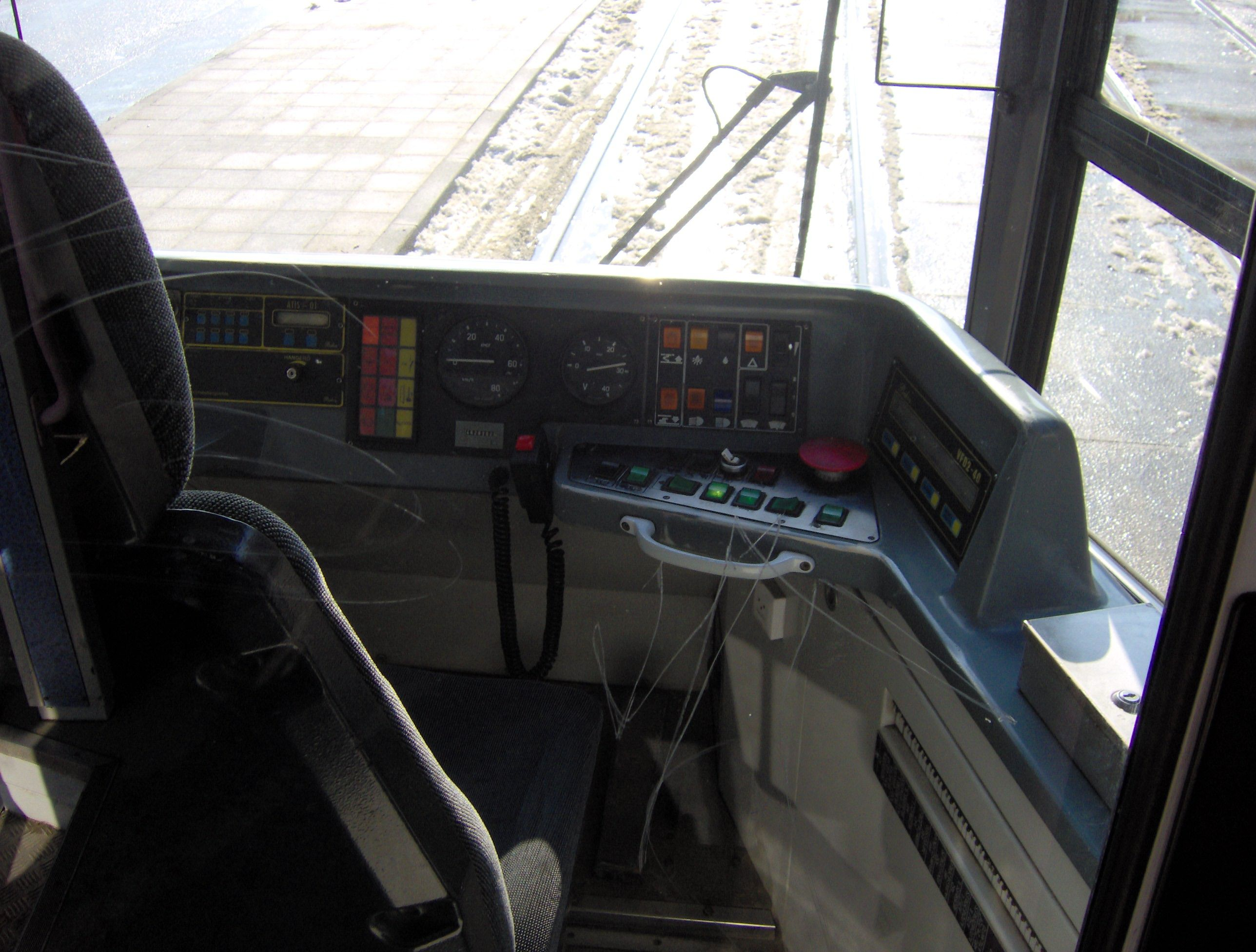
運転台

1993年に試作車（500）が製造され、1994年から営業運転に投入された後、1997年に量産車（501 - 510）の導入が実施された。2021年現在もこれらの11両が在籍するが、2014年に開通した2号線はウルボス3が限定的に使用されているため、同年以降KCSV-6は1号線のみで運行している。また、ガンツはこれらの車両を最後に路面電車車両の製造を行っていない。

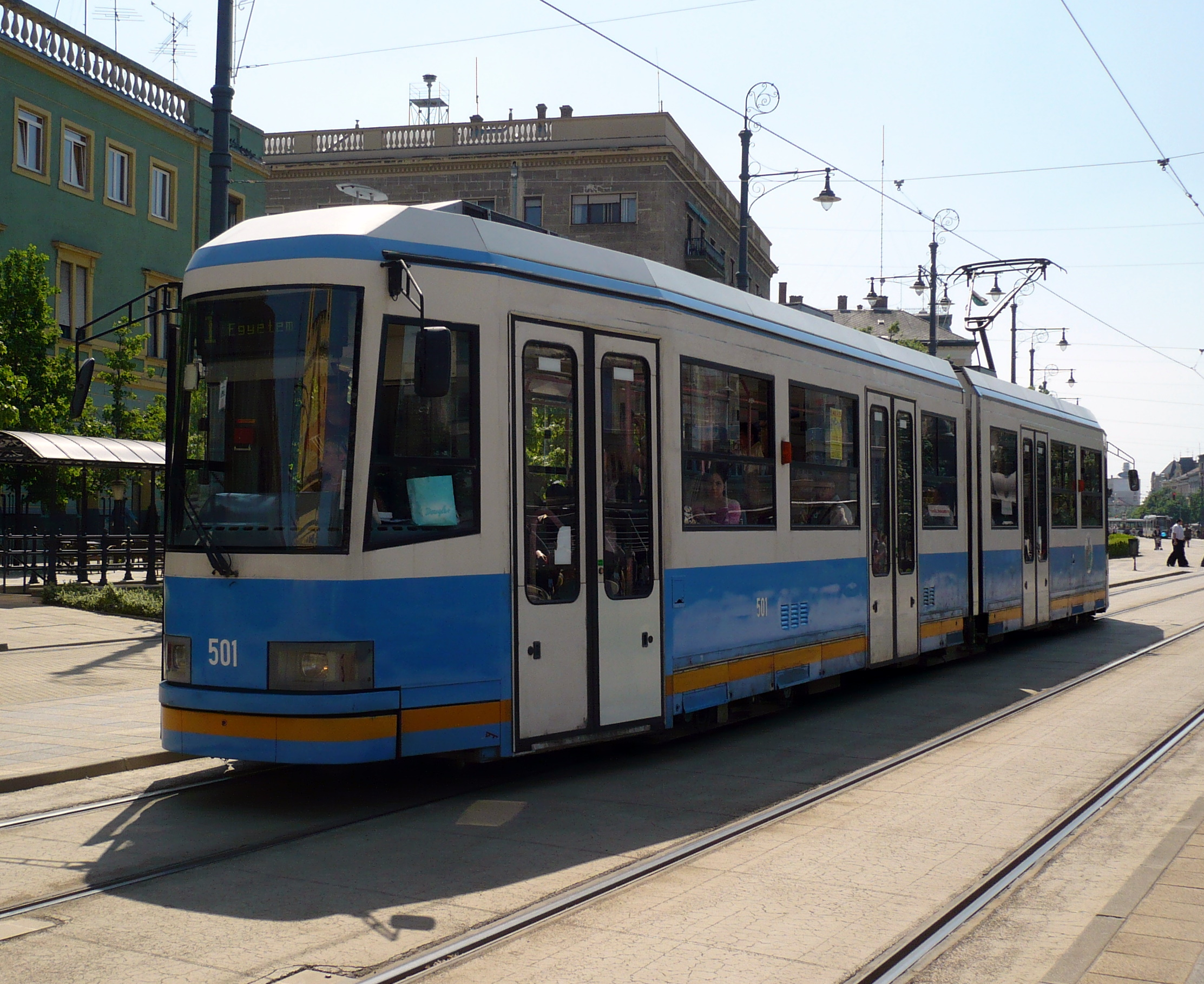
501（2009年撮影）
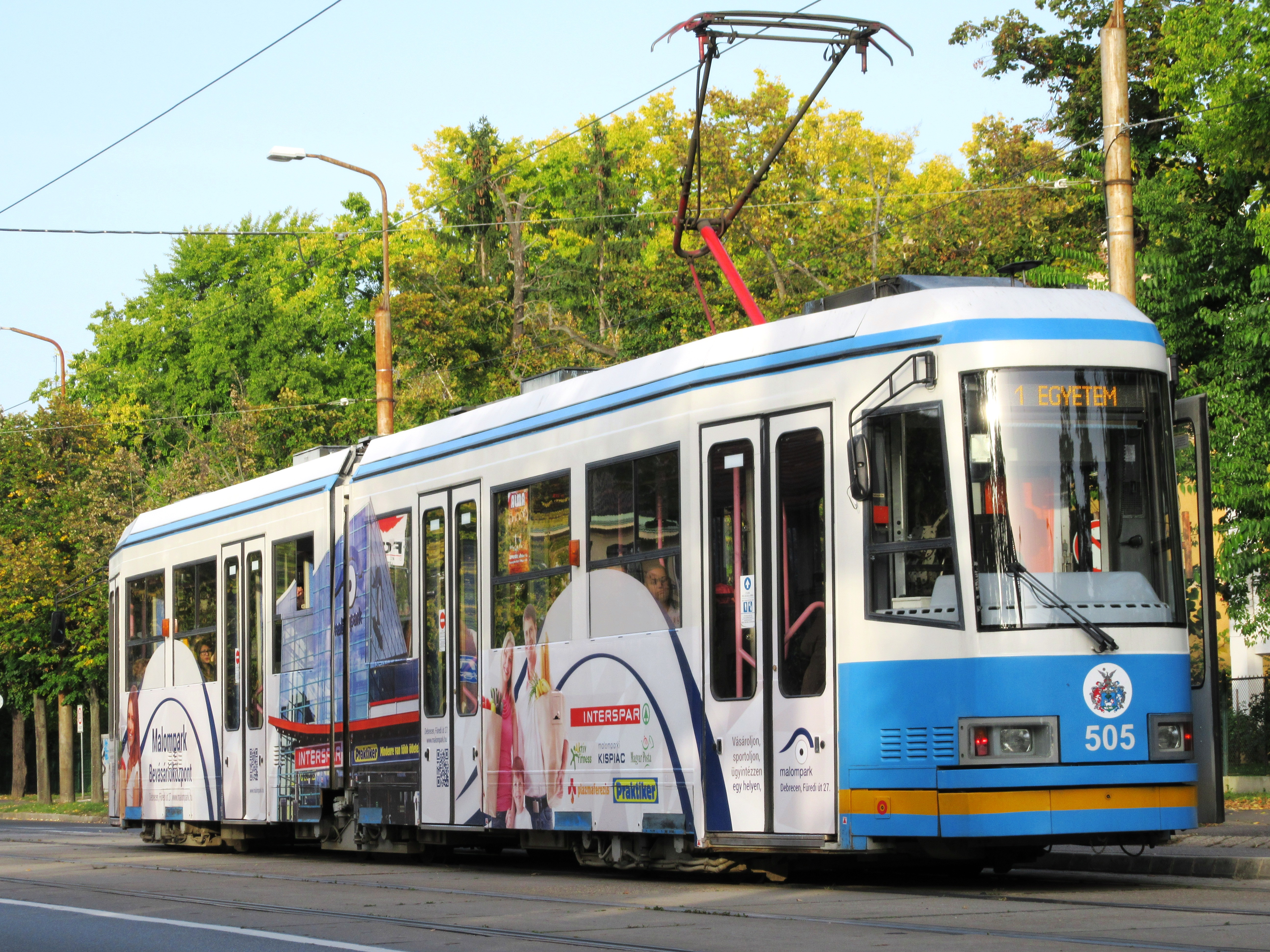
505（広告塗装）（2016年撮影）
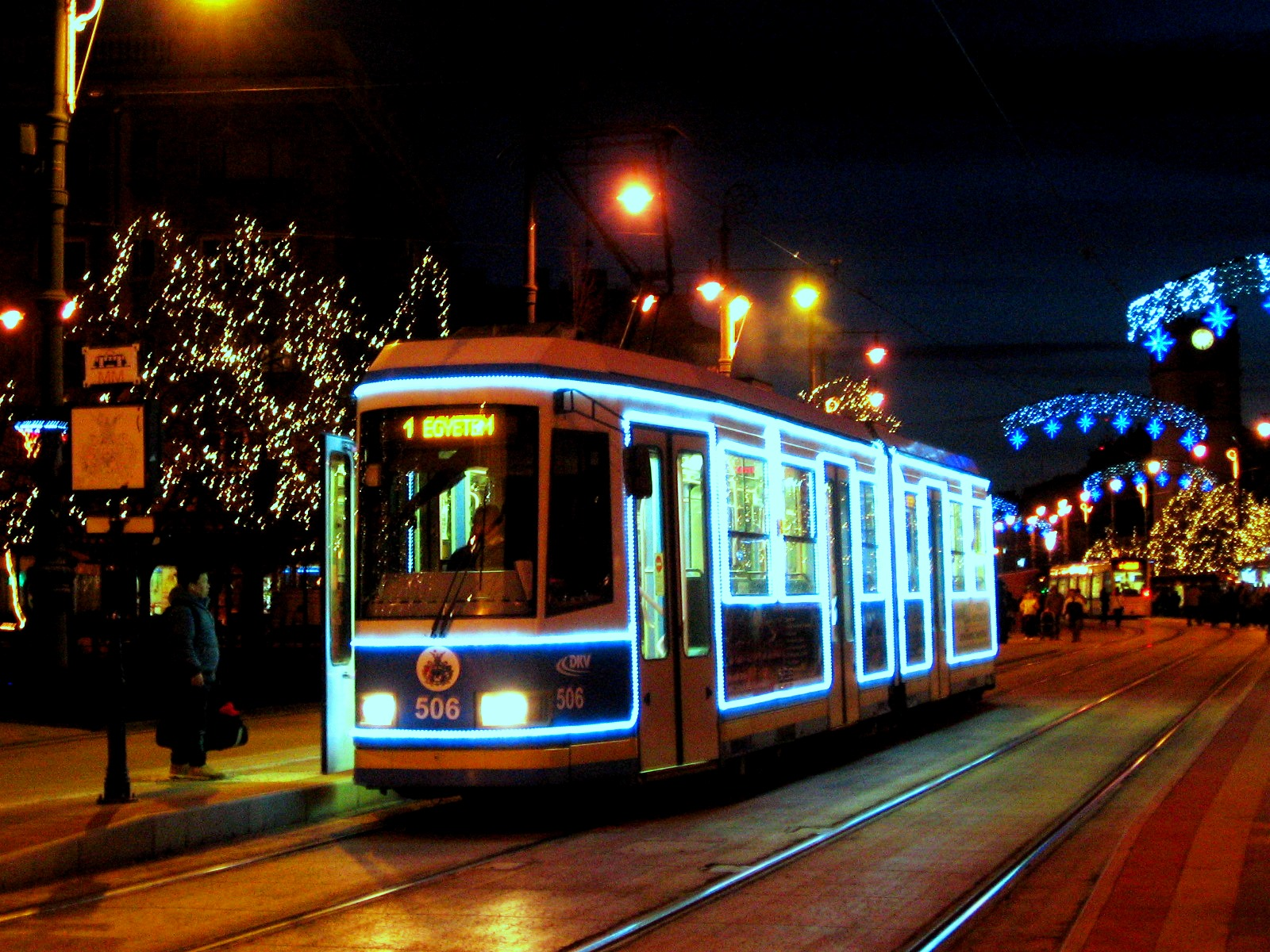
506（ライトアップ）（2014年撮影）